# Mamadou Diaw
Mamadou Diaw, född 2 januari 2001, är en senegalesisk fotbollsspelare som spelar för isländska Keflavík.

## Karriär
I oktober 2020 värvades Diaw av norska Aalesund, där han skrev på ett kontrakt fram till sommaren 2021. Diaw debuterade i Eliteserien den 31 oktober 2020 i en 1–0-vinst över Haugesund, där han blev inbytt på övertid mot Sigurd Hauso Haugen. Totalt gjorde han fyra inhopp för Aalesund under säsongen 2020, då klubben blev nedflyttade till 1. divisjon.
I april 2021 förlängde Diaw sitt kontrakt i Aalesund fram till den 31 juli 2024. Den 31 augusti 2022 lånades han ut till Bryne på ett låneavtal över resten av säsongen. I februari 2023 förlängdes låneavtalet fram till sommaren. Den 12 augusti 2023 lånades Diaw ut till Sandnes Ulf på ett låneavtal över resten av säsongen.
I januari 2024 värvades Diaw av isländska Keflavík.